# متحف شبه الجزيرة
متحف شبه الجزيرة أحد متاحف مدينة الرياض , أسسه حجي بن سليمان بن علي الحجي، يتم عرض مقتنيات المتحف في قاعات كبيرة داخل خزائن عرض أفقية وخزائن عرض رأسية وأرفف، وقد تم تقسيم المتحف إلى أقسام رئيسية هي قسم المخطوطات وقسم الأسلحة وأدوات الحرب وقسم أدوات وأواني القهوة وكذلك أواني الأكل والشرب وقسم العملات والطوابع وقسم الحرف والصناعة وبعض أدوات الحرفيين كأدوات النجارة وأدوات الزراعة بالإضافة إلى قسم الملبوسات التراثية والشعبية، وأخيرا قسم يضم المكتبة.